# Carex fecunda
Carex fecunda är en halvgräsart som beskrevs av Ernst Gottlieb von Steudel. Carex fecunda ingår i släktet starrar, och familjen halvgräs.

## Underarter
Arten delas in i följande underarter:
- C. f. atropurpurea
- C. f. fecunda